# Okaceve, Ratne
Okaceve (în ucraineană Окачеве) este un sat în comuna Șcedrohir din raionul Ratne, regiunea Volînia, Ucraina.

## Demografie
Componența lingvistică a localității Okaceve
     Ucraineană (100%)
Conform recensământului din 2001, toată populația localității Okaceve era vorbitoare de ucraineană (100%).